# Нагороди Австрії (список)
Нагороди Австрійської Республіки (список) — перелік орденів, медалей та відзнак Австрійської Республіки у порядку старшинства нагороди.
| Зображення | Стрічка | Назва | Дата започаткування |
| ---------- | ------- | --- | ------------------- |
|            |         | Велика почесна зірка «За заслуги перед Австрійською Республікою» нім. Sonderstufe des Großkreuzes des Ehrenzeichens für Verdienste um die Republik Österreich                                                                               | 1952 р.             |
|            |         | Великий хрест I ступеня — з золотою зіркою «За заслуги перед Австрійською Республікою» нім. Großkreuz 1. Klasse | 1952 р.             |
|            |         | Великий хрест II ступеня — зі срібною зіркою «За заслуги перед Австрійською Республікою» нім. Großkreuz 2. Klasse | 1952 р.             |
|            |         | Великий офіцерський хрест I ступеня — з золотою зіркою «За заслуги перед Австрійською Республікою» нім. Großkomturkreuz 1. Klasse | 1952 р.             |
|            |         | Великий офіцерський хрест II ступеня — зі срібною зіркою «За заслуги перед Австрійською Республікою» нім. Großkomturkreuz 2. Klasse | 1952 р.             |
|            |         | Командорський хрест I ступеня — золотий знак «За заслуги перед Австрійською Республікою» нім. Komturkreuz 1. Klasse | 1952 р.             |
|            |         | Командорський хрест II ступеня — срібний знак «За заслуги перед Австрійською Республікою» нім. Komturkreuz 2. Klasse | 1952 р.             |
|            |         | Офіцерський хрест «За заслуги перед Австрійською Республікою» нім. Offizierskreuz | 1952 р.             |
|            |         | Лицарський хрест I ступеня — золотий хрест «За заслуги перед Австрійською Республікою» нім. Ritterkreuz 1. Klasse | 1952 р.             |
|            |         | Лицарський хрест II ступеня — срібний хрест «За заслуги перед Австрійською Республікою» нім. Ritterkreuz 2. Klasse | 1952 р.             |
|            |         | Знак I ступеня — золотий знак «За заслуги перед Австрійською Республікою» нім. Goldenes Verdienstzeichen | 1952 р.             |
|            |         | Знак II ступеня — срібний знак «За заслуги перед Австрійською Республікою» нім. Silbernes Verdienstzeichen | 1952 р.             |
|            |         | Золота медаль «За заслуги перед Австрійською Республікою» нім. Geldene Medaille | 1952 р.             |
|            |         | Срібна медаль «За заслуги перед Австрійською Республікою» нім. Silberne Medaille | 1952 р.             |
|            |         | Бронзова медаль «За заслуги перед Австрійською Республікою» нім. Bronzene Medaille | 1952 р.             |
|            |         | Медаль «За врятоване життя» Почесного знаку «За заслуги перед Австрійською Республікою» | 1952 р.             |
|            |         | Почесний знак «За досягнення в науці і мистецтві» нім. Ehrenzeichen für Wissenschaft und Kunst | 1955 р.             |
|            |         | Офіцерський хрест «За досягнення в науці і мистецтві» нім. Offizierskreuz für Wissenschaft und Kunst | 1955 р.             |
|            |         | Лицарський хрест «За досягнення в науці і мистецтві» нім. Ritterkreuz für Wissenschaft und Kunst | 1955 р.             |
|            |         | Почесний знак «За заслуги у звільненні Австрії»нім. Ehrenzeichen für Verdienste um die Befreiung Österreichs |                     |
|            |         | Почесний знак гірничого рятувальника нім. Grubenwehrehrenzeichen |                     |
|            |         | Олімпійська медаль Австрії (1964) нім. Österreichische Olympiamedaille (1964) | 1964 р.             |
|            |         | Олімпійська медаль Австрії (1976) нім. Österreichische Olympiamedaille (1976) | 1976 р.             |
|            |         | Медаль «Військове визнання» нім. Militär-Anerkennungsmedaille | 2006 р.             |
|            |         | Медаль «За поранення» І ступеня нім. Verwundetenmedaille 1. Klasse | 1918 р.             |
|            |         | Медаль «За поранення» ІІ ступеня нім. Verwundetenmedaille 2. Klasse | 1918 р.             |
|            |         | Медаль «За службу в Збройних силах Австрії» (за оборону країни) нім. Einsatzmedaille nach WG 2001 § 2, lit. a. (militärische Landesverteidigung)                                                                                            | 2001 р.             |
|            |         | Медаль «За службу в Збройних силах Австрії» (за іноземні військові операції) нім. Einsatzmedaille nach WG 2001 § 2, lit. d. (Auslandseinsatz)                                                                                               | 2001 р.             |
|            |         | Медаль «За службу в Збройних силах Австрії» (за операції всередині країни) нім. Einsatzmedaille nach WG 2001 § 2, lit. b. (Inlandseinsatz)                                                                                                  | 2001 р.             |
|            |         | Медаль «За службу в Збройних силах Австрії» (допомога за кордоном: миротворча, гуманітарна допомога, ліквідація наслідків стихійних лих та пошуково-рятувальні роботи) нім. Einsatzmedaille nach WG 2001 § 2, lit. c. (Katastropheneinsatz) | 2001 р.             |
|            |         | Медаль «За заслуги в правоохоронних органах» нім. Exekutivdienstzeichen | 1985 р.             |
|            |         | Відзнака військової служби І ступеня нім. Wehrdienstzeichen 1. Klasse |                     |
|            |         | Відзнака військової служби ІІ ступеня нім. Wehrdienstzeichen 2. Klasse |                     |
|            |         | Відзнака військової служби ІІІ ступеня нім. Wehrdienstzeichen 3. Klasse |                     |
|            |         | Золота медаль «За військові заслуги» нім. Wehrdienstmedaille in Gold | 1963 р.             |
|            |         | Срібна медаль «За військові заслуги» нім. Wehrdienstmedaille in Silber | 1963 р.             |
|            |         | Бронзова медаль «За військові заслуги» нім. Wehrdienstmedaille in Bronze | 1963 р.             |
|            |         | Медаль міліції нім. Milizmedaille | 2006 р.             |